# Brevet informatique et internet
En France, le brevet informatique et internet, ou B2i, est une attestation délivrée aux élèves des écoles élémentaires, des collèges et des lycées qui évalue leur capacité à utiliser les outils informatiques et Internet mais également certaines compétences documentaires et éthiques. Cette attestation n'est cependant pas un diplôme, ce n'est qu'une preuve que l'élève en question a acquis certaines compétences dans l'usage des technologies de l'information et de la communication. 
Instauré en 2000, il s'apparente au PCIE européen (à la différence qu'il a été institué par l'institution scolaire et est gratuit pour les élèves), et s'inscrit dans la politique de société de l'information de la Commission européenne. Le niveau collège est intégré en 2008 de manière obligatoire pour l'obtention du brevet des collèges. Cette obligation ne s'applique pas aux candidats libres car l'attribution du B2i se fait sous la forme d'une évaluation continue par au moins deux professeurs.
Le B2i adultes est une attestation qui certifie la maîtrise de la compétence numérique ainsi que l'usage sûr et critique des technologies de la société de l'information. Pour obtenir le B2i adultes, les candidats doivent faire la preuve de leurs compétences auprès de centres agréés.
Le logiciel OBii (Outiller le B2i) est l'application nationale permettant de centraliser la validation des B2i.
Depuis la rentrée scolaire 2019, le dispositif Pix remplace le brevet informatique et internet (B2i) et le certificat informatique et internet (C2i).

## Domaines et objectifs
Le ministère de l'Éducation nationale a défini en 2006 cinq domaines auxquels correspondent des objectifs différents pour les trois niveaux concernés par le B2i.
1. S'approprier un environnement informatique de travail
2. Adopter une attitude responsable
3. Créer, produire, traiter, exploiter des données
4. S'informer, se documenter
5. Communiquer, échanger

En décembre 2011, il publie un référentiel actualisé du B2i école et B2i collège, qui se fonde sur le pilier 4 du socle commun de connaissances et de compétences. Toujours fondés sur les cinq domaines précités, ces nouveaux référentiels de compétences sont applicables à la rentrée 2012.
En juillet 2013, il publie un référentiel actualisé du B2i lycée, s'appliquant également aux CFA, entrant en vigueur à la rentrée 2013.
Les compétences qui devront être mises en œuvre pour décrocher le "B2i Adulte" sont :
1. Dossier : conception d'un dossier numérique avec le cahier des charges respecté.
2. Dossier : syntaxe, grammaire, orthographe...
3. Powerpoint: conception et animation du support multimédia
4. Présentation orale : exposé clair, précis utilisant un vocabulaire adapté face à un jury + attitude et tenue.
5. Échanges avec le jury : argumente, justifie, éclaire ses propos et illustre.

## Mise en place et adoption
Si le B2i est normalement obligatoire dans les collèges et lycées, il n'a cependant pas reçu l’accueil escompté, et seulement peu de lycées le proposent à leurs élèves. De la même manière, et malgré le plus fort taux d'adoption du B2i au collège, la non-obtention de cette épreuve n'est dans les faits que rarement rédhibitoire pour le brevet des collèges.
Plusieurs explications peuvent être proposées : le B2i est une certification originale mais non standard : elle certifie mais ne correspond pas à un enseignement bien défini. De plus elle est largement décentralisée : chaque établissement décide de quelle manière il souhaite la faire passer.  Dès lors, il y a sans doute un problème pour savoir qui en est réellement responsable. Certains établissements utilisent des plateformes web telles que Gibii (remplacée par Obii à la suite de failles de sécurité découvertes par un étudiant en 2011), tandis que d'autres pratiquent des examens papiers.
À partir de 2017-18, le B2i est remplacé dans les établissements secondaires par un "cadre de référence des compétences numériques pour l'école et le collège" .